# Grego medieval
Grego medieval ou grego bizantino (em grego: Μεσαιωνική Ελληνική) é o termo que descreve o terceiro período na evolução da língua grega e que foi falado dentro das fronteiras do Império Bizantino (395–1453). Apesar de ser língua franca, várias regiões sob jugo imperial não tinham o grego como língua nativa e predominava o bilinguismo. O grego só se tornou a língua oficial do Estado no século VII, substituindo o latim. Entre o final do século VI e o X, a fonética, morfologia e sintaxe do grego moderno já haviam se desenvolvido. Porém, na comunicação escrita abundava uma variante arcaísta que reverenciava os gregos antigo e coiné.
O seu código ISO 639-3 é qgk.